# Phryganea venosa
Phryganea venosa is een schietmot uit de familie Phryganeidae. De soort komt voor in het Palearctisch gebied.